# وایسا دنیا
وایسا دنیا آلبومی با خوانندگی رضا صادقی است که در سال ۱۳۸۵ به بازار موسیقی ارائه شد.

## دربارهٔ این آلبوم
همه آهنگ‌ها توسط صادقی تصنیف شده و اشعار را خود وی یا با همکاری مرجان زنگنه سروده‌است. این کار با آهنگ «وایسا دنیا…» شروع می‌شود که موسیقی آن ساختار ترنس دارد و سیروان خسروی آن را تنظیم کرده است. بقیه آهنگ‌ها توسط خود صادقی تنظیم شده، به غیر از «بغض چشمات» که تهیه آن با مهدی زنگنه بوده و دو آهنگ دیگر این اثر را امید حاجیلی و مهران خالصی تنظیم کرده‌اند.

## سبک‌ها
علاوه بر «ترنس» سبک‌های مختلفی در این آلبوم به کار رفته و از سازهای گوناگونی استفاده شده.

## فهرست آهنگ‌ها
1. وایسا دنیا
2. ممنونم
3. بغض چشمات
4. چاره‌ای ندارم
5. هیچ جا بندر نابو
6. دیگه نمی‌تونم
7. نرو
8. هدر شدم
9. فردا با ماست
10. قدرمو میدونی یک روز
11. شاید یک فرصت دیگه
12. کم نشو
13. خدا رو دوست دارم
14. بی خداحافظ